# Ponyherz – Wild und Frei
Ponyherz – Wild und Frei ist ein Film von Markus Dietrich aus dem Jahr 2023. Der Film basiert auf der Buchreihe Ponyherz von Usch Luhn. Der Kinostart in Deutschland war am 24. August 2023.

## Handlung
Anni Sommer zieht mit ihrem kleinen Bruder Lars und ihren Eltern Katrin und Mark, welche Orchideen züchten und verkaufen, um. Einen ersten Freund findet sie in Lorenz. Anni wollte immer ein Pferd haben und trifft im Wald auf eine Herde Wildpferde. Die Pferde gehören dem Grafen von Merfeld und sind ausgebrochen. Eins der Pferde tauft Anni Ponyherz und sieht es als ihres an. Während von Merfeld seine Pferde sucht, versucht Anni die Pferde vor Jan, Locke und Michi zu beschützen, welche die Pferde einfangen und verkaufen wollen.

## Altersfreigabe
Es gibt eine 100 Minuten lange Version des Films, welche wegen darin enthaltender Bedrohungen und belastenden Szenen von der Freiwilligen Selbstkontrolle der Filmwirtschaft eine Freigabe ab sechs Jahren erhielt, sowie eine gekürzte Version, die ohne Altersbeschränkung freigegeben ist.

## Kritik
Die Redaktion des Lexikon des internationalen Films vergab zweieinhalb von fünf Sternen und resümierte, dass der Film zwar „mit Identifikationsfiguren, gediegenen Landschaftsaufnahmen und einer soliden Besetzung“ aufwartet, dabei „allerdings recht vorhersehbar [bleibt] und […] an Erwachsenenfiguren [leidet], die zu albernen Witzfiguren verkommen.“